# Fullerton, New South Wales
Fullerton är en ort i Australien. Den ligger i kommunen Upper Lachlan Shire och delstaten New South Wales, i den sydöstra delen av landet, omkring 160 kilometer väster om delstatshuvudstaden Sydney. Orten hade 47 invånare år 2021.